# The Times of India
The Times of India (TOI) indijske su dnevne novine na engleskom jeziku i digitalni novinski medij u vlasništvu i pod upravom Tajms Grupe. Prema Revizorskom birou za tiraže, rangiran je na 9. mestu u svetu po tiražu i na 3. mestu u Indiji. To su najstarije novine na engleskom jeziku u Indiji, i druge najstarije indijske novine koje su još uvek u opticaju od prvog izdanja objavljenog 1838. godine. One nose nadimak „Stara dama Bori Bunder”, i smatraju se autoritativnim indijskim novinama.
Početkom 20. veka Lord Kurzon, generalni guverner Indije, nazvao je The Times of India „vodećim novinama u Aziji”. BBC je 1991. godine rangirao ove novine među šest najboljih svetskih novina.
Ove novine su vlasništvu i pod upravom preduzeća Benet, Koleman & Ko. Ltd. (B.C.C.L.), koje je u vlasništvu porodice Sahu Džin. U Izveštaju o poverenju brendova za 2012. godinu, novine The Times of India su zauzele 88. mesto među najpouzdanijim indijskim brendovima, dok su 2017. godine novine su zauzele 355. mesto.

## Istorija

### Počeci
Novine The Times of India su imale svoje prvo izdanje 3. novembra 1838. godine kao The Bombay Times and Journal of Commerce. List je izlazio sredom i subotom pod upravom Raobahadura Narajana Dinanata Velkara, maharaštrijskog socijalnog reformatora, i sadržao je vesti iz Britanije i sveta, kao i sa Indijskog potkontinenta. J.E. Brenan je bio prvi urednik. Godine 1850, počelo se objavljivanjem dnevnih izdanja.
Godine 1860, urednik Robert Najt (1825–1892) kupio je interese indijskih akcionara, spojio se sa rivalskim Bombajskim Standardom i pokrenuo prvu indijsku novinsku agenciju. Ona je prenosila Tajmsova novinska izdanja širom zemlje i postala indijski agent za Reutersovu novinsku službu. Godine 1861, on je promenio ime iz Bombajski Tajms i Standard u The Times of India. Najt se borio za štampu bez naloženog uzdržavanja ili zastrašivanja, često se opirući pokušajima vlada, poslovnih interesa i kulturnih javnih ličnosti, i izveo je list do nacionalne prominencije. U 19. veku je ova novinska kompanija zapošljavala više od 800 ljudi i imala je značajan tiraž u Indiji i Evropi.

### Vlasništvo Dalmije
Ser Stenli Rid je uređivao The Times of India od 1907. do 1924. godine i dobivao je korespondenciju od glavnih ličnosti Indije poput Mahatme Gandija. Sve u svemu, pedeset godina je živeo u Indiji. U Ujedinjenom Kraljevstvu bio je poštovan kao stručnjak za indijske aktuelne događaje. On je nazvao Džajpur „ružičasti grad Indije”.
Benet Koleman & Ko. Ltd prodat je šećernom magnatu Ramkrišna Dalmiji iz tada poznate industrijske porodice Dalmije za ₹20 miliona (US$280,000) 1946. godine, kada je Indija postajala nezavisna, i britanski vlasnici odlazili. Istražna komisija Vivijan Bouza je 1955. godine otkrila da je Ramkrišna Dalmija 1947. godine priredio akviziciju medijskog giganta Benet Koleman & Ko. transferom novca iz banke i osiguravajuće kompanije kojoj je bio predsednik. U sudskom slučaju koji je usledio, Ramkrišna Dalmija je osuđen je na dve godine zatvora u Tiharu nakon što je okrivljen za proneveru i prevaru.
Ali veći deo zatvorske kazne uspeo je da provede u bolnici. Po oslobađanju, njegov zet Sahu Šanti Prasad Džin, kome je poverio vođenje kompanije Benet, Koleman & Ko. Ltd., odbio je njegove napore da ponovo rukovodi kompanijom.

### Džin familija (Šanti Prasad Džin)
Početkom 1960-ih Šanti Prasad Džin je uhapšen pod optužbom prodaje novinskog papira na crnom tržištu. Na osnovu ranijeg izveštaja komisije Vivijana Bouza koji je razotkrio nezakonite radnje grupe Dalmija - Džin, koja je uključivala konkretne optužbe protiv Šanti Prasad Džina, vlada Indije je podnela peticiju za obuzdavanje i uklanjanje uprave Benet, Koleman end Kompani. Na osnovu iznesenih dokaza, Sud je naložio vladi da preuzme kontrolu nad novinama, što je rezultiralo smenom polovine direktora i imenovanjem sudije Bombajskog višeg suda za predsednika.

### Pod vlašću Indije
Nakon izveštaja komisije Vivijana Bouza koji ukazuje na ozbiljne prekršaje grupe Dalmija–Džin, 28. avgusta 1969. godine, Viši sud u Bombaju, pod sudijom JL Nain, doneo je privremenu naredbu o raspuštanju postojećeg odbora preduzeća Benet, Koleman & Ko i formiranju novog odbora pod upravom vlade. Sud je presudio da: „pod ovim okolnostima, bilo bi najbolje doneti takve naredbe na osnovu optužbi podnosioca peticije da se poslovi kompanije vode na način koji šteti javnom interesu ...“ Nakon te presude, Šanti Prasad Džin je prestao da obavlja dužnost direktora i kompanijom je upravljala nova grupa direktora, koje je imenovala vlada Indije, sa izuzetkom jednog stenografa iz Džainsa. Zanimljivo je da je sud imenovao D K Kantija za predsednika odbora. Kanti nije imao prethodno poslovno iskustvo, a takođe je bio opozicioni član Lok sabhe.

### Povratak u Đin familiju
Godine 1976, tokom vanredne situacije u Indiji, vlada je vratila vlasništvo nad novinama na Ašok Kumar Džinu, koji je bio sin Sahu Šanti Prasad Džina i unuk Ramkrišne Dalmija. On je otac sadašnjih vlasnika Samira Džin i Vinit Džin. Ova porodica je prečesto bila zatečena u raznim prevarama u vidu pranja novca i Ašok Kumar Džin je morao da pobegne iz zemlje kada je Izvršna uprava odlučno sprovela sudski proces protiv njega 1998. godine zbog navodnih ilegalnih transfera sredstava (u iznosu od 1,25 miliona američkih dolara) u inostrani bankarski nalog u Švajcarskoj.

## Literatura
- Auletta, Ken (8. 10. 2012). „Citizens Jain – Why India's Newspaper Industry is Thriving”. The New Yorker. стр. 52—61.
- Hirschmann, Edwin (1986). „An Editor Speaks for the Natives: Robert Knight in 19th Century India”. Journalism Quarterly. 63 (2): 260—267. doi:10.1177/107769908606300202.
- Merrill, John C. and Harold A. Fisher. (1980). The world's great dailies: profiles of fifty newspapers. pp. 330–33
- Menon Malhan, Sangita P. (2013). The TOI Story: How a Newspaper Changed the Rules of the Game. HarperCollins India

## Spoljašnje veze
- Zvanični veb-sajt